# Улица Чехова (Тбилиси)
Улица Че́хова (груз. ანტონ ჩეხოვის ქუჩა) — улица в Тбилиси, на левом берегу реки Кура, от Метехского спуска до улицы Исани (район Авлабари).
Современное название в честь великого русского писателя А. П. Чехова (1860—1904).

## История
Прежнее название улицы — Волконская. Застройка улицы относится, преимущественно, к XIX веку, более старые строения были разрушены во время персидского погрома города в 1795 году. Частично реконструирована.

## Достопримечательности
д. 4 — Народный дом Поракишвили, считается единственным сохранившимся образцом дарбази

д. 34 — памятник архитектуры (№ 4467)

## Здания и сооружения
д. 28/30 — Академия экономики и права